# Людвіново-Зеґжинське
Людвіново-Зеґжинське (пол. Ludwinowo Zegrzyńskie) — село в Польщі, у гміні Сероцьк Леґьоновського повіту Мазовецького воєводства.
Населення — 311 осіб (2011).
У 1975-1998 роках село належало до Варшавського воєводства.

## Демографія
Демографічна структура станом на 31 березня 2011 року:
|          | Загалом | Допрацездатний вік | Працездатний вік | Постпрацездатний вік |
| -------- | ------- | ------------------ | ---------------- | -------------------- |
| Чоловіки | 152     | 38                 | 100              | 14                   |
| Жінки    | 159     | 31                 | 104              | 24                   |
| Разом    | 311     | 69                 | 204              | 38                   |